# Assur-uballit Ier
Assur-uballit Ier (Aššur-uballiṭ, « Assur (dieu) fait vivre ») 
est un roi d'Assyrie de la période médio-assyrienne, qui règne de 1353 à 1318 av. J.-C..
Son règne constitue un tournant dans l'histoire d'Assur, qui devient sous son règne un acteur politique majeur, alors qu'elle n'avait auparavant qu'une importance très faible. Il peut donc être considéré comme le fondateur de la puissance assyrienne.

## L'Assyrie devient un grand royaume

La situation politique au Moyen-Orient durant la première moitié du, avant l'expansion assyrienne.

Au début du règne d'Assur-uballit, l'Assyrie est sans doute un vassal du royaume du Mittani, principale puissance de la Haute Mésopotamie et un des grands royaumes dominant le Moyen-Orient, ou alors un royaume au rôle effacé dans le concert international placé dans l'ombre de son voisin. C'est alors que survient une crise à la cour de ce dernier qui lui offre la possibilité de s'émanciper. Cela survient à la suite du meurtre d'Artashumara par son frère Tushratta, qui entraîne une lutte entre deux prétendants, le second, Artatama, étant soutenu par un autre des grands rois de la période, le hittite Suppiluliuma Ier qui y trouve un prétexte à mener campagne en Syrie. Après une première tentative infructueuse, il parvient finalement à prendre la capitale mittanienne, et à placer son rival sous sa coupe en intronisant Artatama (II), alors que Tushratta a été assassiné à l'issue d'un complot à sa cour,. 
Mais le fils de Tushratta, Shattiwazza, conteste l'autorité d'Artatama. L'aubaine est saisie par Assur-uballit et le roi d'Alshe, pays situé en Anatolie du sud-est, qui répondent à l'appel d'Artatama et de son fils Shuttarna, en échange d'une ponction importante sur le Trésor mittanien, dont la restitution des portes du temple d'Assur qui avaient été enlevées lors d'un conflit perdu par l'Assyrie un siècle plus tôt. Ils parviennent à faire pencher la balance en sa faveur, mais une contre-offensive des Hittites le déloge et installe Shattiwazza sur le trône. Assur-uballit ne semble pas avoir réagi. Il est vrai que le Mittani est alors tellement diminué qu'il ne représente plus une menace pour lui, et que la balance du pouvoir a penché en sa faveur,. 
En témoigne le fait qu'il s'empare vers cette époque du royaume d'Arrapha (détruisant au passage la cité de Nuzi), et étend ainsi sa domination sur la région du Zab inférieur,,. Si on suit une inscription de son arrière-petit-fils Adad-nerari Ier, Assur-uballit a également mené des campagnes plus au nord, dans la région située entre le Grand Zab, le lac de Van et le lac d'Urmiah, même s'il n'est pas assuré qu'il l'ait conquise.
Les sources hittites font mention d'une attaque assyrienne infructueuse contre Karkemish, leur principale place forte en Syrie du nord, sous le règne de Mursili II, donc potentiellement à la fin du règne d'Assur-uballit ; mais la chronologie n'étant pas assurée et il est possible qu'elle se soit déroulée au début du règne suivant, celui d'Enlil-nerari.

## L'Assyrie dans le concert international

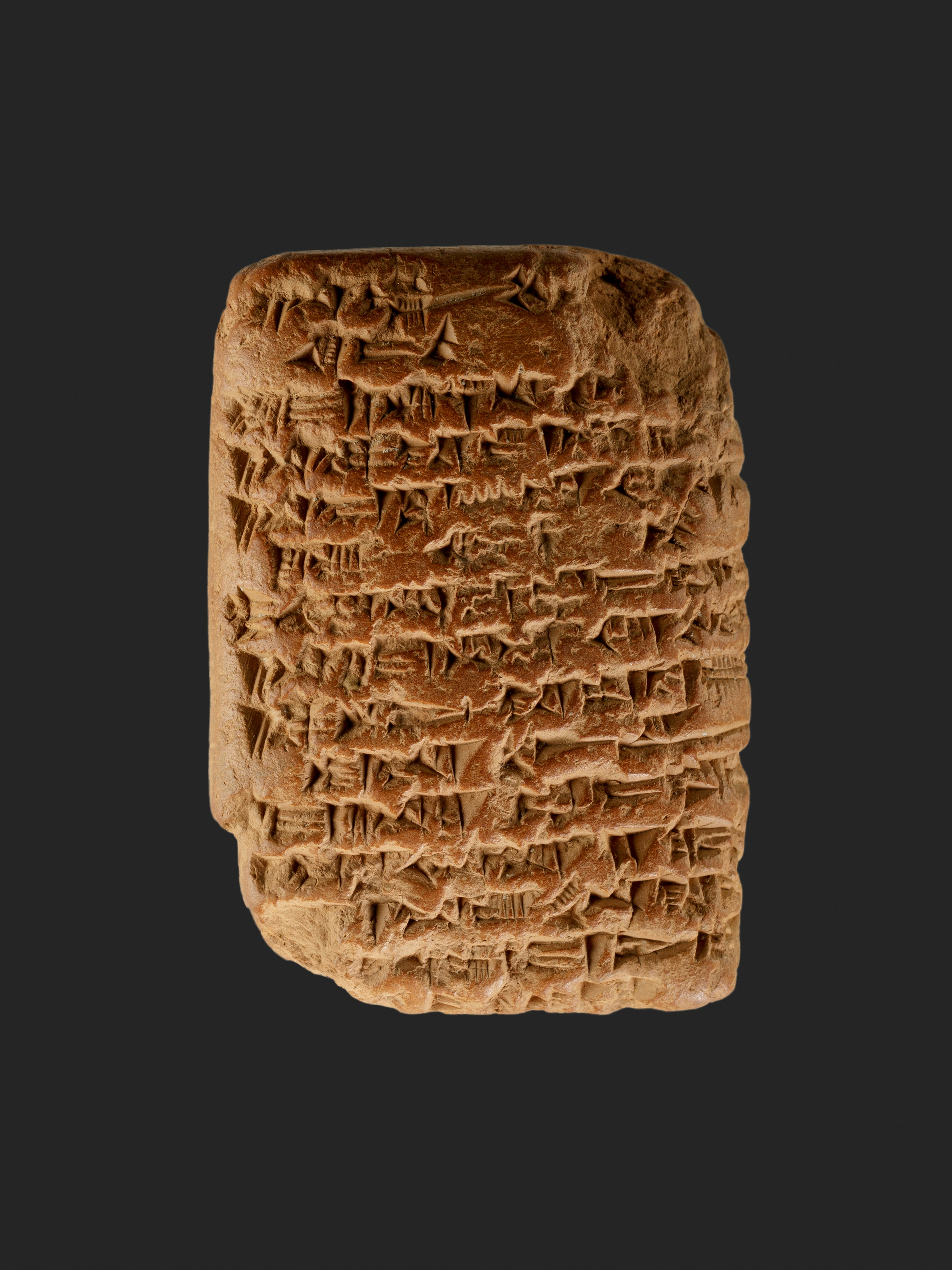
Lettre adressée par Assur-uballit Ier au roi d'Égypte (probablement Akhenaton) mise au jour à Tell el-Amarna. Metropolitan Museum of Art.

Sur le plan diplomatique, Assur-uballit se prétend l'égal des principaux rois du Moyen-Orient de l'époque, les Égyptiens, Babyloniens et Hittites, en lieu et place du Mittani, et il cherche donc à entrer dans le jeu diplomatique de ces grandes puissances, dans le « club » très fermé de ceux qui ont le privilège d'être nommés « grand rois » et dominent une myriade de « petits rois » vassaux. Cela est documenté par la correspondance diplomatique des monarques égyptiens Amenhotep III et Akhénaton mise au jour à el-Amarna, qui est la plus éloquente illustration du fonctionnement de l'élite des grands rois, qui règlent diverses affaires par messagers interposés, et s'offrent des présents somptueux et des jeunes princesses. Pour intégrer cette élite, il faut être reconnu par les autres grands rois comme un de leurs pairs, et Assur-uballit s'y attelle en écrivant au roi égyptien avec lequel il n'a pas d'autre affaire à régler, :

« Dis au roi d’Égypte : ainsi parle Assur-uballiṭ, roi d’Assyrie. Pour toi, pour ta maison, pour ton pays, pour tes chars et tes troupes, que tout aille bien.
J’envoie mon messager afin qu’il te voie et qu’il voie ton pays. Jusqu’à présent, mes prédécesseurs n’ont pas écrit ; aujourd’hui je t’écris. Je t’envoie un beau char, deux chevaux, et une datte en lapis-lazuli authentique, comme cadeau en ton hommage. Ne retarde pas le messager que je t’ai envoyé pour une visite. Qu’il visite et puis qu’il s’en retourne chez moi. Qu’il voie comment tu es et comment est ton pays, et puis qu’il s’en retourne chez moi. »

Une autre lettre au moins est adressée par le roi assyrien à son homologue égyptien, traitant de sujets diplomatiques (échanges de présents et traitements des messagers),. Envoyée quelques années après la première, le ton qui y est employé par le roi assyrien est plus affirmé, signe qu'il a pris de l'assurance et maîtrise les codes de la diplomatie de l'époque.
Le début de correspondance d'Assur-uballit avec le roi égyptien a été porté à la connaissance du roi babylonien Burna-Buriash II, qui a écrit en réaction une lettre courroucée au Pharaon (EA 9), dans laquelle il se prétend suzerain de l'Assyrie et cherche à dissuader son homologue de la reconnaître comme son égale. Mais le Babylonien s'est manifestement fait à l'idée qu'il devait composer avec son voisin du nord, puisqu'il a conclu une alliance avec lui et a épousé une de ses filles (ou sa sœur), Muballitat-Sherua.

## Les affaires de Babylonie
De l'union de Burna-Buriash avec la fille d'Assur-uballit naît un fils, Karahardash, qui succède à son père en 1347 av. J.-C.. Cet évènement est visiblement perçu comme un moyen permettant à Assur-uballit d'étendre son influence à Babylone par le biais de son petit-fils, et une partie de la noblesse kassite se révolte et assassine le nouveau roi. C'est le premier acte du conflit pluriséculaire qui oppose l'Assyrie à Babylone. En représailles, Assur-uballit envahit la Babylonie, dépose le nouveau roi Nazi-Bugash, et le remplace par un nouveau souverain qui lui est favorable, Kurigalzu II,,.
Après un long règne au cours desquels il aura su aussi bien usé des moyens militaires comme diplomatiques pour faire d'Assur une des grandes puissances politiques de son temps, Assur-uballit s'éteint en 1330 av. J.-C., et son fils Enlil-nerari lui succède.

## Constructions
Les inscriptions royales d'Assur-uballit qui ont été mises au jour ne mentionnent pas ses accomplissements militaires, mais les travaux de construction qu'il a entrepris à Assur, dans la continuité de ses prédécesseurs : il restaure le mur du quai nord de la ville, le sanctuaire de la déesse Ishtar, et entreprend des travaux dans un ou plusieurs palais, la seconde lettre d'Amarna demandant d'ailleurs de l'or au roi égyptien, afin de contribuer à la restauration d'un palais ; une inscription plus atypique commémore le fait qu'il a fait boucher un puits qui avait été creusé du temps de son prédécesseur Assur-nadin-ahhe (II ?), parce qu'il ne produisait pas assez d'eau pour irriguer un verger.

### Textes
- (en) A. Kirk Grayson, The Royal inscriptions of Mesopotamia. Assyrian periods Vol. 1 : Assyrian Rulers of the Third and Second Millennium B.C. (To 1115 B.C.), Toronto, Buffalo et Londres, University of Toronto Press, 1987, p. 109-117
- William L. Moran, Les lettres d'El Amarna, Paris, Le Cerf, coll. « Littératures anciennes du Proche-Orient », 1987, p. 105-109

### Période médio-assyrienne
- Aline Tenu, « Naissance de l'Assyrie », dans Bertrand Lafont, Aline Tenu, Philippe Clancier et Francis Joannès, Mésopotamie : De Gilgamesh à Artaban (3300-120 av. J.-C.), Paris, Belin, coll. « Mondes anciens », 2017, p. 535-536
- (en) Stefan Jakob, « The Middle Assyrian Period (14th to 11th Century BCE) », dans Eckart Frahm (dir.), A Companion to Assyria, Malden, Wiley-Blackwell, 2017, p. 117-142
- (en) Hervé Reculeau, « Assyria in the Late Bronze Age », dans Karen Radner, Nadine Moeller et Daniel T. Potts (dir.), The Oxford History of the Ancient Near East, Volume 3: From the Hyksos to the Late Second Millennium BC, New York, Oxford University Press, 2022, p. 707-800